# Da Real World
Albums de Missy Elliott
Supa Dupa Fly
(1997) Miss E... So Addictive
(2001)
Singles
1. She's a Bitch
Sortie : 20 avril 1999
2. All n My Grill
Sortie : 13 septembre 1999
3. Hot Boyz (Remix)
Sortie : 9 novembre 1999

Da Real World est le deuxième album studio de Missy Elliott, sorti le 22 juin 1999.
L'album s'est classé 1er au Top R&B/Hip-Hop Albums et 10e au Billboard 200 et a été certifié disque de platine par la Recording Industry Association of America (RIAA) le 4 février 2000.

## Liste des titres
Tous les titres sont produits par Timbaland.
| No  | Titre                                                       | Contient un (des) sample(s) de                                                                                     | Durée |
| --- | ----------------------------------------------------------- | --- | ----- |
| 1.  | Mysterious (Intro)                                          | | 1:06  |
| 2.  | Beat Biters                                                 | | 4:23  |
| 3.  | Busa Rhyme (featuring Eminem et Gina Thompson)              | | 5:00  |
| 4.  | All N My Grill (featuring Big Boi et Nicole)                | Dernier Domicile connu de François de Roubaix Silly Rabbit, Trix Are for Kids de The Trix Rabbit and The Trix Kids | 4:32  |
| 5.  | Dangerous Mouths (featuring Redman)                         | | 3:28  |
| 6.  | Hot Boyz (featuring Lil' Mo)                                | | 3:35  |
| 7.  | You Don't Know (featuring Lil' Mo)                          | | 4:48  |
| 8.  | Mr. D.J. (featuring Lil' Mo, Timbaland et Lady Saw)         | | 4:30  |
| 9.  | Checkin' For You (Interlude) (featuring Lil' Kim)           | | 2:08  |
| 10. | Stickin' Chickens (featuring Timbaland, Aaliyah et Da Brat) | | 4:54  |
| 11. | Smooth Chick                                                | Straighten Up d'Yvonne Fair                                                                                        | 4:17  |
| 12. | We Did It                                                   | | 3:51  |
| 13. | Throw Your Hands Up (Interlude) (featuring Lil' Kim)        | | 1:18  |
| 14. | She's a Bitch                                               | Centipede de Rebbie Jackson                                                                                        | 3:59  |
| 15. | U Can't Resist (featuring B.G., Juvenile et Timbaland)      | | 4:36  |
| 16. | Crazy Feelings (featuring Beyoncé)                          | | 4:35  |
| 17. | Religious Blessings (Outro)                                 | | 0:39  |